# Juniperus blancoi
Juniperus blancoi är en cypressväxtart som beskrevs av Maximino Martinez. Juniperus blancoi ingår i släktet enar, och familjen cypressväxter. IUCN kategoriserar arten globalt som sårbar.

## Underarter
Arten delas in i följande underarter:
- J. b. blancoi
- J. b. huehuentensis
- J. b. mucronata